# Санборн (Минесота)
Санборн (енгл. Sanborn) град је у америчкој савезној држави Минесота.

## Демографија
По попису из 2010. године број становника је 339, што је 95 (-21,9%) становника мање него 2000. године.
| Група             | 2000.       | 2010.       |
| Белци             | 427 (98,4%) | 326 (96,2%) |
| Афроамериканци    | 0 (0,0%)    | 0 (0,0%)    |
| Азијати           | 0 (0,0%)    | 0 (0,0%)    |
| Хиспаноамериканци | 3 (0,7%)    | 11 (3,2%)   |
| Укупно            | 434         | 339         |